# الطريق الأوروبي E62
الطريق الأوروبي E62 هو طريق من شبكة الطرق الأوروبية الدولية. يبلغ طوله حوالي 1307 كيلومتر (812 ميل)، وهو يربط مدينة نانت الساحلية الفرنسية على المحيط الأطلسي بجنوة، أكبر مدن الموانئ الإيطالية. كما يمر بين فرنسا وإيطاليا عبر سويسرا، عبر جنيف ولوزان.